# Имри, Рахиль
Имри Рахель (Рохл Фейгенберг, Фейгенберг Рахиль Борисовна; 1885, Любань, Минской губернии — 1972, Тель-Авив) — писатель, переводчик, журналист, педагог. Племянница З. Эпштейна и И. Эпштейна.

## Биография
Родилась в местечке Любань в семье раввина и меламеда Дов Бера Фейгенберга и Сары Эпштейн. В 1900, оставшись круглой сиротой, переехала в Одессу, где стала заниматься шитьем; позже сдала экзамен на домашнюю учительницу. В 1911–12 училась в Лозанне. С 1913 некоторое время проживала в Бобруйске, где занималась педагогической деятельностью.  Первая кн. – «Мама» (Варшава, 1911). В 1921–24 – в Бессарабии, Польше.

С 1924 – в Эрец-Исраэль. Занималась переводами свои произведений с идиша на иврит, в том числе «Мегилот йегудей русиа, 1905–1964» («Записки о российском еврействе, 1905–1964» , 1965).

### Произведения
- «Киндер Йорн» («Детство») (Варшава, 1904)
- «А маме» («Мама») (Варшава, 1911)
- «А шлехтер дор»
- «Аф ди брегн фун Днестер» («На берегах Днестра», 1925)
- «А пинкес фун а тойтер штот» («Летопись мертвого города», 1926)
- Рахиль Фейгенберг. Летопись мёртвого города. Перевод с еврейского. М.: Прибой, 1928.